# Warth (Dolna Austria)
Warth – gmina targowa w Austrii, w kraju związkowym Dolna Austria, w powiecie Neunkirchen. Według Austriackiego Urzędu Statystycznego liczyła 1 510 mieszkańców (1 stycznia 2014).